# George Volkoff
George Michael Volkoff (23 de febrero de 1914 – 24 de abril de 2000) fue un físico y académico ruso-canadiense que ayudó, junto con J. Robert Oppenheimer, a predecir la existencia de estrellas de neutrones antes de que fueran descubiertas.

## Primeros años de vida
Nació en Moscú. Su padre era un ingeniero ruso que emigró a Vancouver, Columbia Británica, Canadá en 1924. Incapaz de encontrar trabajo, su padre trasladó a la familia a Harbin, Manchuria en 1927. Su madre murió poco después de mudarse allí. En 1936, su padre regresó a Rusia, pero fue deportado a los campos de trabajos forzados en la Gran Purga, donde murió.

## Educación
Volkoff regresó a Vancouver e ingresó a la Universidad de Columbia Británica, donde recibió una licenciatura en física en 1934 y una maestría en artes en 1936. Luego estudió con J. Robert Oppenheimer en la Universidad de California, Berkeley, donde publicó su artículo Sobre núcleos de neutrones masivos (On Massive Neutron Cores) y obtuvo su doctorado en 1940.

## Carrera
En 1940, se unió al departamento de física de la Universidad de Columbia Británica como profesor asistente. Durante la Segunda Guerra Mundial trabajó en el Proyecto Manhattan en el Laboratorio de Montreal. De 1961 a 1970, fue el jefe del departamento. De 1970 a 1979 fue Decano de Ciencias. Fue miembro del Senado de la Universidad de Columbia Británica durante tres períodos: 1950 a 1954, 1961 a 1963 y 1969 a 1979.
Fue presidente de la Asociación Canadiense de Físicos de 1962 a 1963.
Murió en Vancouver en 2000.

## Publicaciones
- J. R. Oppenheimer y G. M. Volkov: On massive neutron cores. En: Phys. Rev. 55. 1939, pp. 374–381.[3]

## Honores
En 1946, fue nombrado miembro de la Orden del Imperio Británico. En 1994, fue nombrado Oficial de la Orden de Canadá por haber "contribuido al desarrollo general de la física en Canadá y, en particular, en la Universidad de Columbia Británica".